# Rigel (mikroprocesszor)

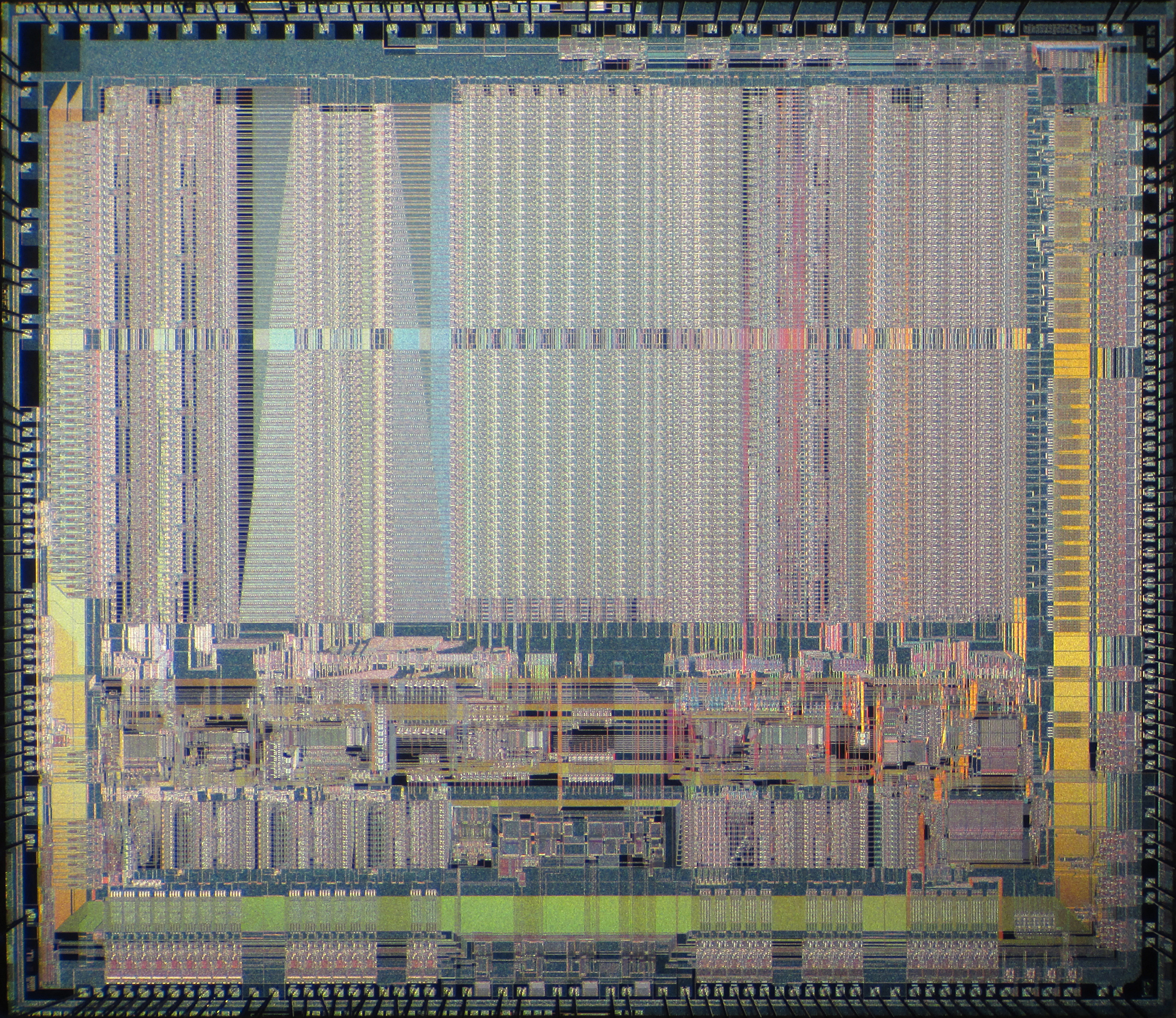
DEC Rigel DC523 FPU lapka

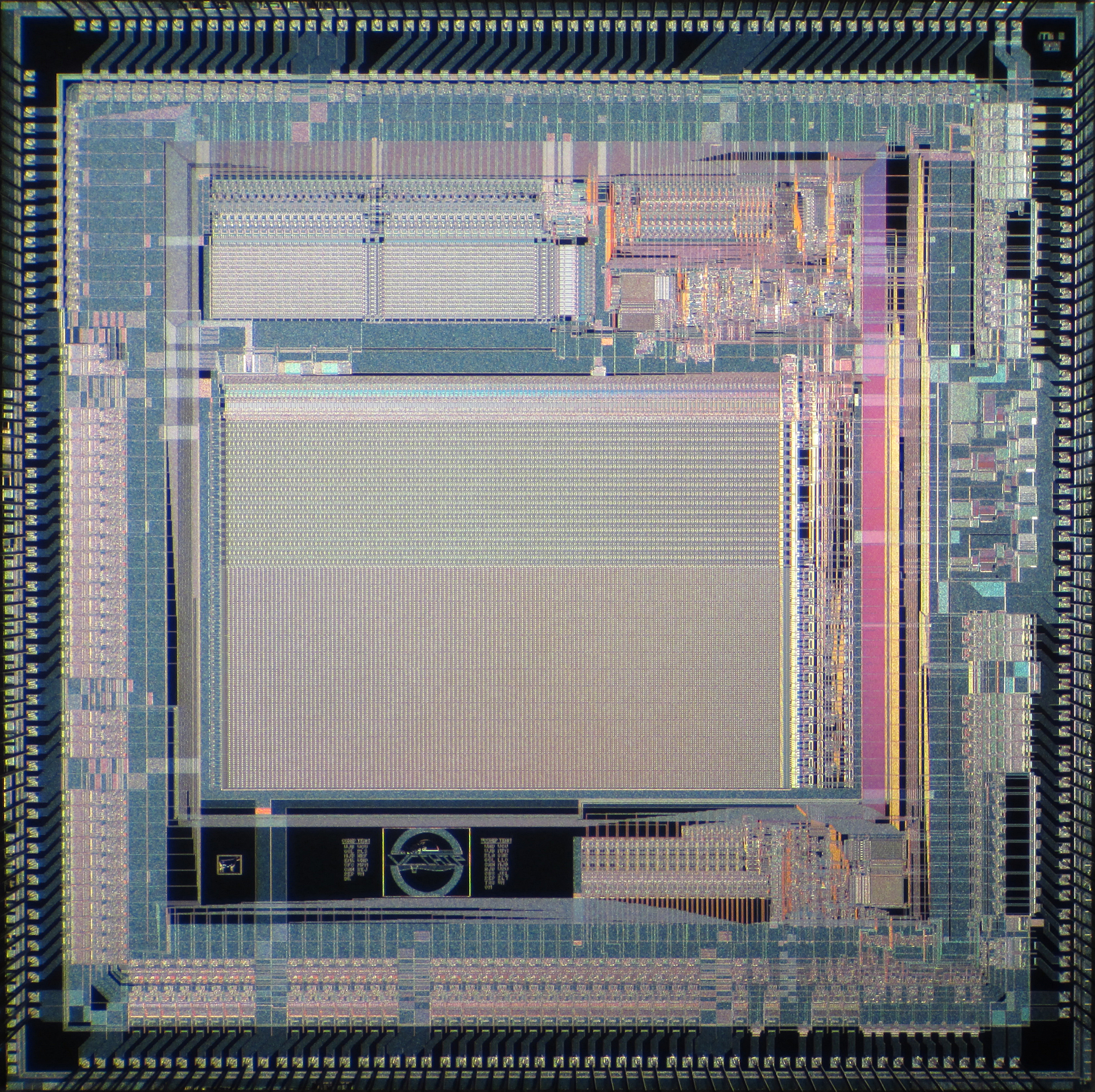
DEC Rigel DC592 gyorsítótár-vezérlő lapka

A Rigel egy mikroprocesszor csipkészlet, másként többcsipes mikroprocesszor, amelyet a Digital Equipment Corporation (DEC) fejlesztett ki és gyártott 1989-től kezdve. A csipkészlet a VAX utasításkészlet-architektúrát (ISA) implementálja. A Rigel fejlesztése 1985-ben kezdődött, és a termék 1989. július 11-én jelent meg a VAX 6000 Model 400 számítógépben, amely az első, ezzel a csipkészlettel szerelt gép volt. A Rigel-t a VAX 4000 Model 300 és VAXstation 3100 Model 76 gépekben alkalmazták még. A gyártásba került Rigel CPU-k órajele 35-től 43 MHz-ig terjedt.

## Elemei
A Rigel csipkészlet több eltérő feladatú eszközből áll:
- REX520	CPU	(más néven DC520 avagy „P-chip”)
- DC523	lebegőpontos egység	(kódneve KIWI vagy „F-chip” a fejlesztés alatt)
- DC592	gyorsítótár-vezérlő	(kódneve COW vagy „C-chip” a fejlesztéskor)
- DC521	órajelgenerátor csip

Ezen felül két további eszköz valósította meg a VAX vektorprocesszor bővítési lehetőséget: a DC555 vektor-regiszterkészlet csip (VERSE) és a DC556 vektor-adatútvonal csip (FAVOR).
A Rigel alapú rendszerek támogató csipjei közé tartozik két további csip, az RSSC (Rigel System Support Chip, Rigel rendszertámogató csip) és a Ghidra, ami egy VAX 4000 rendszerinterfész csip.
Összefoglaló táblázat:
| név                             | szám  | méret, mm (mil)         | tranzisztor- szám | megjegyzés |
| ------------------------------- | ----- | ----------------------- | ----------------- | --- |
| Rigel CPU (REX)                 | DC520 | 12 × 12 (475 × 475)     | 320 000           | Harmadik generációs VLSI VAX mikroprocesszor |
| Rigel FPA (KIWI)                | DC523 | 12,7 × 11 (500 × 435)   | 135 000           | FPA: floating point accelerator, lebegőpontos társprocesszor a Rigel CPU-hoz. |
| Rigel gyorsítótár-vezérlő (COW) | DC592 | 10,8 × 10,8 (425 × 425) | 220 000           | A gyorsítótár-vezérlő együttműködik a vektoros koprocesszorokkal, tartalmazza a címkéket és vezérli a Rigel második szintű gyorsítótárát.                                                                      |
| Rigel órajelgenerátor           | DC521 | 5,1 × 5,1 (200 × 200)   | 350               | Precíziós órajelgenerátor a Rigel csipkészlethez, két átfedéses négyfázisú órajelforrást biztosít. |
| Vector Register Set (VERSE)     | DC555 | 13,2 × 12 (520 × 475)   | 200 000           | Vektoros regiszterkészlet, a teljes vektorregiszter-tömb negyedét tartalmazza, 16 KiB-ot. |
| Vector Data Path (FAVOR)        | DC556 | 13,2 × 11,7 (522 × 460) | 135 000           | A vektor-adatútvonal csip a VAX vektoros feldolgozóegységhez csatlakozik. Négyfokozatú futószalagot tartalmaz, támogatja a VAX f_, d_, g_ típusú lebegőpontos formátumait és a hosszúszó fixpontos formátumot. |

## A REX520 CPU

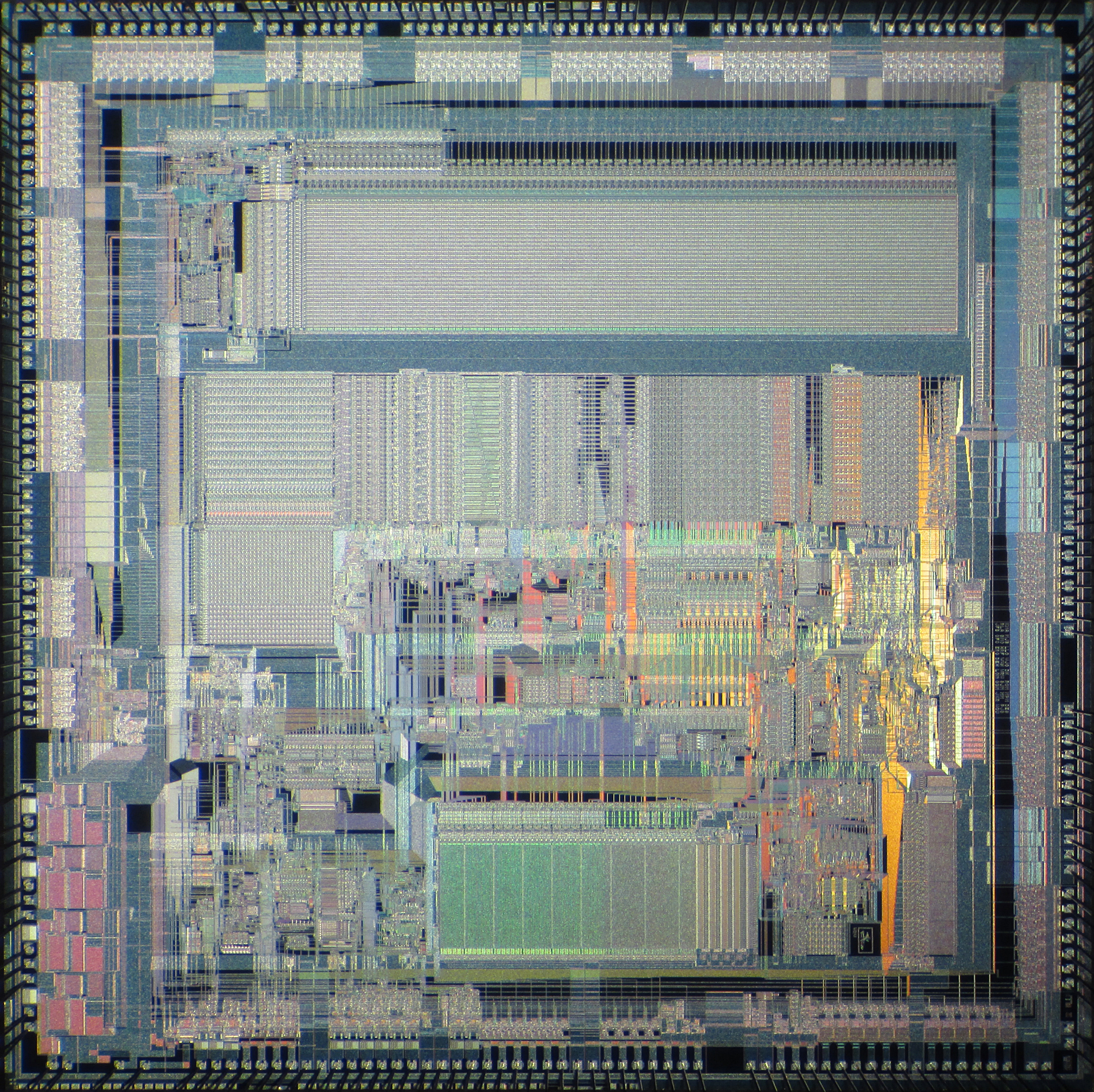
A Rigel DC520 CPU lapkája

A Rigel architektúra a VAX 8800-as miniszámítógép processzorán alapul, és gyakorlatilag annak egycsipes VLSI megvalósítása. Ennek hat fokozatú mikroutasítás futószalagja és 64 bejegyzéses teljesen asszociatív címfordító gyorsítótára (translation look-aside buffer, TLB) van. A Rigel csipkészlet egy opcionális vektorprocesszort is támogat, amelynek vektor-utasításait a REX520 dekódolja és továbbítja a vektoros feldolgozó interfész-csipjéhez (VC).
A REX520 egy 2 KiB méretű egyesített elsődleges gyorsítótárat is tartalmaz, amely utasítás-gyorsítótárként is konfigurálható, valamint egy külső 128 KiB méretű másodlagos gyorsítótárat használ (backup, tartalék gyorsítótár), amely CMOS statikus RAM (SRAM) memóriacsipekkel van megvalósítva. A REX520-nál azért alkalmaztak külső gyorsítótárat, mert a VAX 8800 64 KiB-os elsődleges gyorsítótárát nem lehetett ugyanarra a lapkára integrálni. A tartalék gyorsítótár vezérlője a VC csipen helyezkedik el.
A REX520 320 000 tranzisztort tartalmaz, amiből 140 000 a logika, 180 000 pedig a memória felépítésére szolgál. A lapka mérete 12 mm × 12 mm (144 mm²), 224 csatlakozótűs egyedi keramikus tokozásba került.

## Gyártás
A csipkészletet a DEC gyártotta, saját második generációs komplementer fém-oxid félvezető (CMOS) folyamatával, a CMOS-2-vel. A folyamat minimum csíkszélessége 1,5 µm, kétrétegű alumínium fémezéssel jár.

## Mariah
A Mariah a Rigel csipkészlet egy javított változata; ez a DEC 1 µm csíkszélességű CMOS-3 folyamatával készült, órajele 62-től 71 MHz-ig terjedhet. A Mariah CPU, FPU és gyorsítótár-vezérlő jelölése rendre DC595, DC596 és DC597. A Rigelhez képest néhány továbbfejlesztést végeztek, így ez a processzor 4 KiB első szintű gyorsítótárral rendelkezik, a processzor 32 bites fizikai memóriacímzést használ és gyorsítótár-vezérlő csipben megvalósították a visszaíró gyorsítótárazást. A Mariah processzorral a VAX 6000 Model 500, MicroVAX 3100 Model 80 és VAXstation 4000 Model 60 gépeket szerelték fel.

## Fordítás
Ez a szócikk részben vagy egészben  a   Rigel (microprocessor) című angol Wikipédia-szócikk ezen változatának fordításán alapul.  Az eredeti cikk szerkesztőit annak laptörténete sorolja fel. Ez a jelzés csupán a megfogalmazás eredetét és a szerzői jogokat jelzi, nem szolgál a cikkben szereplő információk forrásmegjelöléseként.